# Dobroje Delo

Logo der Organisation

Der Verein Dobroje Delo (russisch Доброе Дело, zu deutsch Gutes Werk) ist eine unabhängige, nichtstaatliche, soziale Organisation in Moskau, deren Hauptaufgabe darin besteht, alten Menschen in Moskau auch im hohen Alter ein menschenwürdiges und annehmbares Leben zu ermöglichen. Gegründet wurde Dobroje Delo im Jahr 2000 von dem Moskauer Arzt Eduard Karjuchin, der sich auf das Gebiet der Gerontologie spezialisiert hat.

## Tätigkeiten
In erster Linie besuchen die Mitarbeiter und freiwilligen Helfer von Dobroje Delo ihre Klienten, mittlerweile an die 200 Menschen, zu Hause, versorgen sie mit Medikamenten, Nahrungsmitteln, Vitaminen und sorgen dafür, dass diese kostenlose ärztliche Versorgung von Gerontologen, Augenärzten oder HNO-Ärzten ohne stundenlanges Anstehen bekommen.
Ein großer Teil der Klienten sind Opfer totalitärer Regime wie z. B. ehemalige Gulag- oder KZ-Insassen.
Dieses Programm wird hauptsächlich von der amerikanischen Organisation United Way finanziert.
In zweiter Linie versucht Dobroje Delo ein Netzwerk von nichtkommerziellen Organisationen, die sich mit Gerontologie beschäftigen (GNCO), zu schaffen. Es bestehen bereits Kontakte zu Organisationen im Westen des Landes bis in den Fernen Osten die über Internet und die Organisation von Seminaren einen gegenseitigen Austausch ermöglichen.